# Megachile battorensis
Megachile battorensis är en biart som beskrevs av Meade-waldo 1912. Megachile battorensis ingår i släktet tapetserarbin, och familjen buksamlarbin. Inga underarter finns listade i Catalogue of Life.